# Harty
Harty (německy Lilien) byla vesnice na Moravě, nacházela se přibližně 1 km západně od obce Petřvald v okrese Nový Jičín na pravém břehu řeky Odra a levém břehu řeky Lubina. Byla zbourána a srovnána se zemí roku 1956 při stavbě Letiště Ostrava-Mošnov. Dodnes existuje katastrální území a základní sídelní jednotka Harty, která je součástí Petřvaldu. Leží také v geomorfologickém podcelku Oderská brána na Moravě.

## Historie
Vesnice byla založena roku 1780 hrabaty Vettery z Lilie (německy Vetter von der Lilien). Jejich šlechtický přídomek Lilien se stal také názvem obce; české pojmenování pochází ze staršího místního jména hájenky a lesa Na Hartách. Hájenka dříve stála v místech nově zakládané vesnice. Vznik sídla souvisel s raabizační pozemkovou reformou prováděnou v některých habsburských zemích. Později až do roku 1924 byla součástí Mošnova a následně došlo k jejímu osamostatnění.

## Galerie

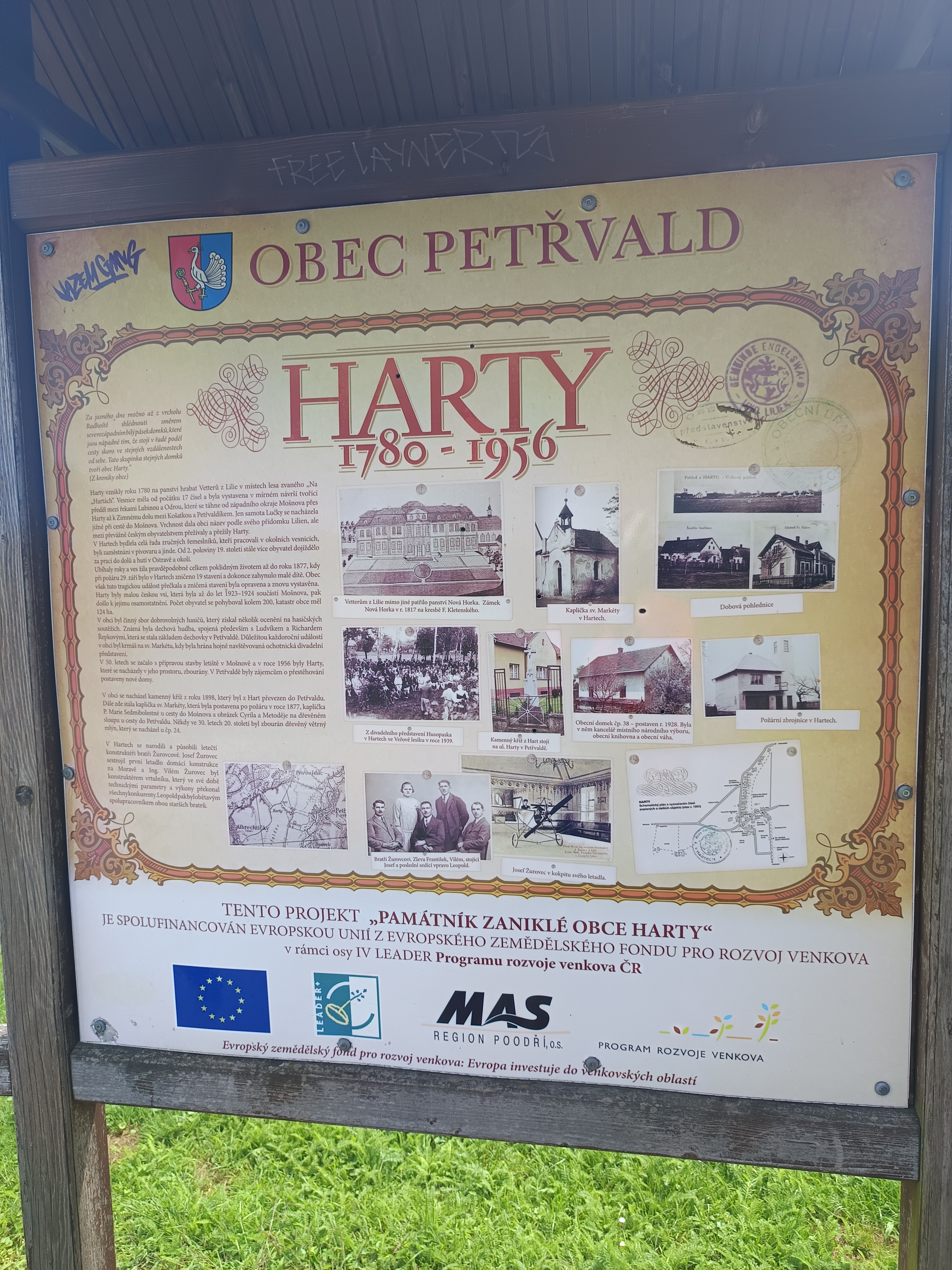